# ナポレオン・シャグノン
ナポレオン・シャグノン（Napoleon Chagnon, 1938年8月27日 - 2019年9月21日）はアメリカ合衆国の人類学者。カリフォルニア大学サンタバーバラ校名誉教授。姓はシャノン、チャグノンなどとも表記されるが発音はシャグナン[SHAG-nən]である。ミシガン州ポートオースティン生まれ。ペンシルベニア州立大学卒業。

## 主な業績
長期にわたるヤノマミ族を対象とした民族学的な野外調査によって知られている。また進化理論を文化人類学へ導入した先駆者であり、狩猟採集民族における戦争の研究も行っている。ヤノマミ族はブラジルとベネズエラの境界近くのアマゾン川流域に暮らす人々である。シャグノンは1960年代から1990年代後半まで彼らの間で調査を行った。ヤノマミの人々はシャグノンと発音できなかったので「シャキ」とあだ名を付けて呼んだ。シャキには「うるさいミツバチ」という意味もある。シャグノンは村人に絶えず様々なことを尋ね続けていた。
シャグノンの研究の焦点は村の住民の家系であった。血縁性と結婚、協力、和解のパターンの関連を分析した彼は、人間社会生物学と人間行動生態学の初期の草分けの一人である。著書『ヤノマミ：どう猛な人々』は5版を重ね、大学の人類学のテキストとして広く用いられた。シャグノンはまた視覚人類学の先駆者でもあった。映画制作者ティム・アッシュと協力してヤノマミ族の生活に関する20以上のドキュメンタリー映像を製作した。この調査は彼を著名な人類学者とするとともに批判を引き起こし、また論争で彼を守ることにもなった。

## エルドラドの闇論争
2000年にジャーナリスト、パトリック・ティアニーは『エルドラドの闇』を出版し、シャグノンと同僚の人類遺伝学者ジェームズ・ニールがヤノマミ族の間で意図的にはしかを流行させていると告発した。歴史家、疫学者、人類学者とこの問題に直接関わっていた映画製作者たちはティアニーの主張を調査した。彼らははしかの流行に関して告発を拒絶した。2000年11月にはミシガン大学の学長のオフィスにおいて、エルドラドの闇の告発のほとんどが公的に拒否された。例えば『エルドラドの闇』が根拠としていたインタビューは全て、シャグノンが本の中で批判し怒らせたローマカトリック教会（サレジオ会）のメンバーのものだった。
アメリカ人類学協会の調査委員会が2002年5月に提出したレポートは、シャグノンの調査の一部（例えばヤノマミ族の描写の仕方やベネズエラの官僚との関係）に批判的だったが、はしかの流行を引き起こしたという申し立てには根拠がないと結論した。またシャグノンがヤノマミ族とベネズエラ政府双方から調査継続の同意を取り付けることに失敗したことが原因だと調査委員会は考えた。2005年にアメリカ人類学会はこの報告書の取り消しを投票にかけ、2/3の賛成の元で取り消し、「理事会の行動はおそらく人類学者のための倫理基準の議論を終わらせないが、それはエルドラド事件で与えられた分野の健全性へのダメージを修復しようとするものだ」と指摘した。ティアニーは後に「私が話した専門家はその時、現在とは全く異なる意見を持っていた」と主張した。
テレビドキュメンタリー番組「ザ・トラップ」で、シャグノンは彼が村にいることで彼の研究に影響がなかったか尋ねられたあと不快感を示してカメラから立ち去った。シャグノンはナタをヤノマミの少数の人にだけ贈り、ヤノマミの人々はこの貴重なナタを巡って戦っただけという可能性を指摘された。この主張はエルドラドの闇のすでに論破された主張と重なる。